# اچ‌ام‌اس پلوروس (جی۲۹۱)
اچ‌ام‌اس پلوروس (جی۲۹۱) (به انگلیسی: HMS Pelorus (J291)) یک کشتی بود که طول آن ۲۲۵ فوت (۶۹ متر) بود. این کشتی در سال ۱۹۴۳ ساخته شد.